# A. Le Coq Aréna
Az A. Le Coq Arena egy labdarúgó-stadion Tallinnban, Észtországban.
A tallinni FC Flora csapat és az észt labdarúgó-válogatott otthonául szolgál 2001 óta. Befogadóképessége 10 340 fő.